# AY-3-8500

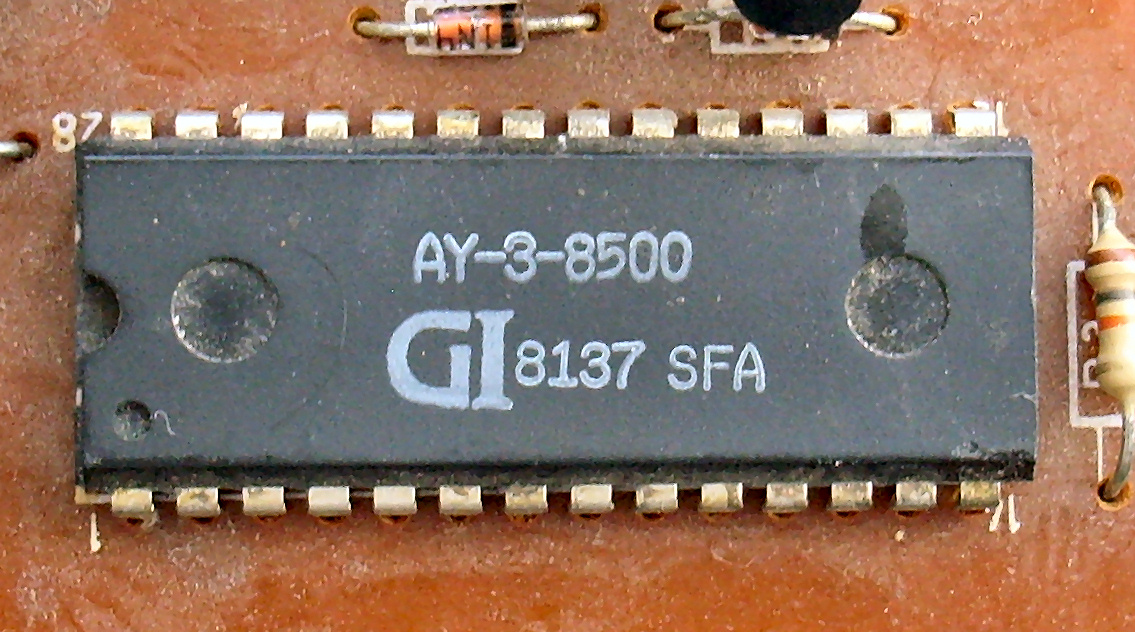
AY-3-8500

AY-3-8500 – układ scalony wyprodukowany przez firmę General Instrument w 1976 używany w grach typu "Pong". Układ mógł generować sześć różnych gier dla jednego lub dwóch graczy - "tenis", "piłkę nożną", "strzelanie ze strzelby" i "squash" dla dwóch graczy oraz "strzelanie" i "trening" dla jednego gracza. Istniała jeszcze siódma, nieoficjalna gra - "handicap", wersja piłki nożnej w której jeden z graczy miał trzy kreski do odbijania piłki.
Układ używany był przez konsole:
- Coleco Telstar
- Magnavox Odyssey (300, 2000 i 3000)
- Radio Shack TV ScoreBoard
- Elwro TVG-10 (później produkowany jako Ameprod TVG-10)